# Baťa-kanalen
Baťa-kanalen (på tjekkisk Baťův kanál eller Průplav Otrokovice-Rohatec) er en sejlbar kanal ved floden  Morava i Tjekkiet. Vandkanalen blev bygget i 1934-38 og i dag tjener den primært til rekreativ sejlads.

## Historie
Årsagerne til at bygge kanalen var to: et forsøg på at hæve af grundvandsniveauet, efter at Morava-floden blev reguleret og som en indledende fase af længe planlagt, men aldrig realiseret Donau-Oder-Kanal.
Den umiddelbare årsag til byggeriet var behovet for at overføre brunkul fra minen i Ratíškovice til Otrokovice- kraftværket. Begge var ejet af Bata Shoes (Baťovy závody), og selskabet var hovedinvestor (resten blev betalt af staten). Byggeriet startede den 16. oktober 1934 og blev afsluttet i løbet af efteråret 1938. Kanalen blev finansieret af Jan Antonín Baťa i samarbejde med den tjekkoslovakiske stat.

## Tekniske detaljer
Ruten er 51,8 km lang, heraf 27 km er en del af Morava -floden, 1 km del af Dřevnice- floden og 24 km er kunstig kanal. Forskellen i vandstanden er 18,6 m.
Der var  33 broer over kanalen, som  havde 14 kanalsluser. Nogle dele af den tekniske infrastruktur var helt unik på opførelsestidspunktet.

## Kanalen i dag
Under 2. verdenskrig blev kanalen alvorligt beskadiget og kun delvist repareret (reparationerne varede indtil 1949). Dens brug til transport faldt, og i 1972 blev den officielt opgivet.
I 1995 blev ruten genåbnet for sightseeingture. Efter reparationer er 13 kanalsluser nu tilgængelige. Kanalen blev den mest populære turistdestination i regionen. Den bruges også til transport af industrivarer, og der er planer om at udvide den nedstrøms til grænsen til Slovakiet. 